# Eme Patrice Peki
Pas d'image ? Cliquez ici

a Compétitions nationales et continentales officielles uniquement.

b Matchs officiels uniquement.
Dernière mise à jour le 13 décembre 2020.
Eme Patrice Peki (en russe : Эме Патрис Пеки), né le 19 octobre 1995, est un joueur russe de rugby à XV qui évolue au poste de troisième ligne. 

## Biographie
Eme Patrice Peki est le fils d'un diplomate congolais et d'une mère russe. Il est nommé Eme Patrice en hommage à Patrice Émery Lumumba. Il commence le sport par le football, mais découvre le rugby à 14 ans après avoir déménagé à Zelenograd. Il attire rapidement l’œil, et est intégré à l'équipe de Russie des moins de 19 ans en 2014 pour participer au Championnat d'Europe de rugby à XV des moins de 20 ans. La même année, il participe à des camps d'entraînement de l'équipe de Russie de rugby à sept. Bien que toujours amateur à Zelenograd, il joue sa première sélection à sept lors du tournoi de Nouvelle-Zélande de rugby à sept 2015. 
Contacté par le VVA Podmoskovie, il refuse dans un premier temps leur offre de contrat pour se concentrer sur ses études. Il passe finalement professionnel au sein de ce même club en 2016. 
En 2018, il participe à la coupe du monde de rugby à sept qui se déroule à Moscou. Il participe à 5 matchs, sans inscrire de points. En 2019, il débute avec l'équipe de Russie de rugby à XV lors de la coupe des nations. En juillet 2020, il se blesse lourdement (déchirure du tendon d'Achille), et ne peut reprendre l'entraînement que début 2021, avant de devoir mettre un terme à sa carrière.

## Statistiques en équipe nationale
| Année | Compétition            | Matchs | Points | Essais | Transf. | Drops | Pénal. |
| ----- | ---------------------- | ------ | ------ | ------ | ------- | ----- | ------ |
| 2019  | Coupe des Nations 2019 | 2      | -      | -      | -       | -     | -      |
| 2020  | REC 2020               | 3      | -      | -      | -       | -     | -      |
| Total | Total                  | 5      | -      | -      | -       | -     | -      |